# Peter Martin van Mytens

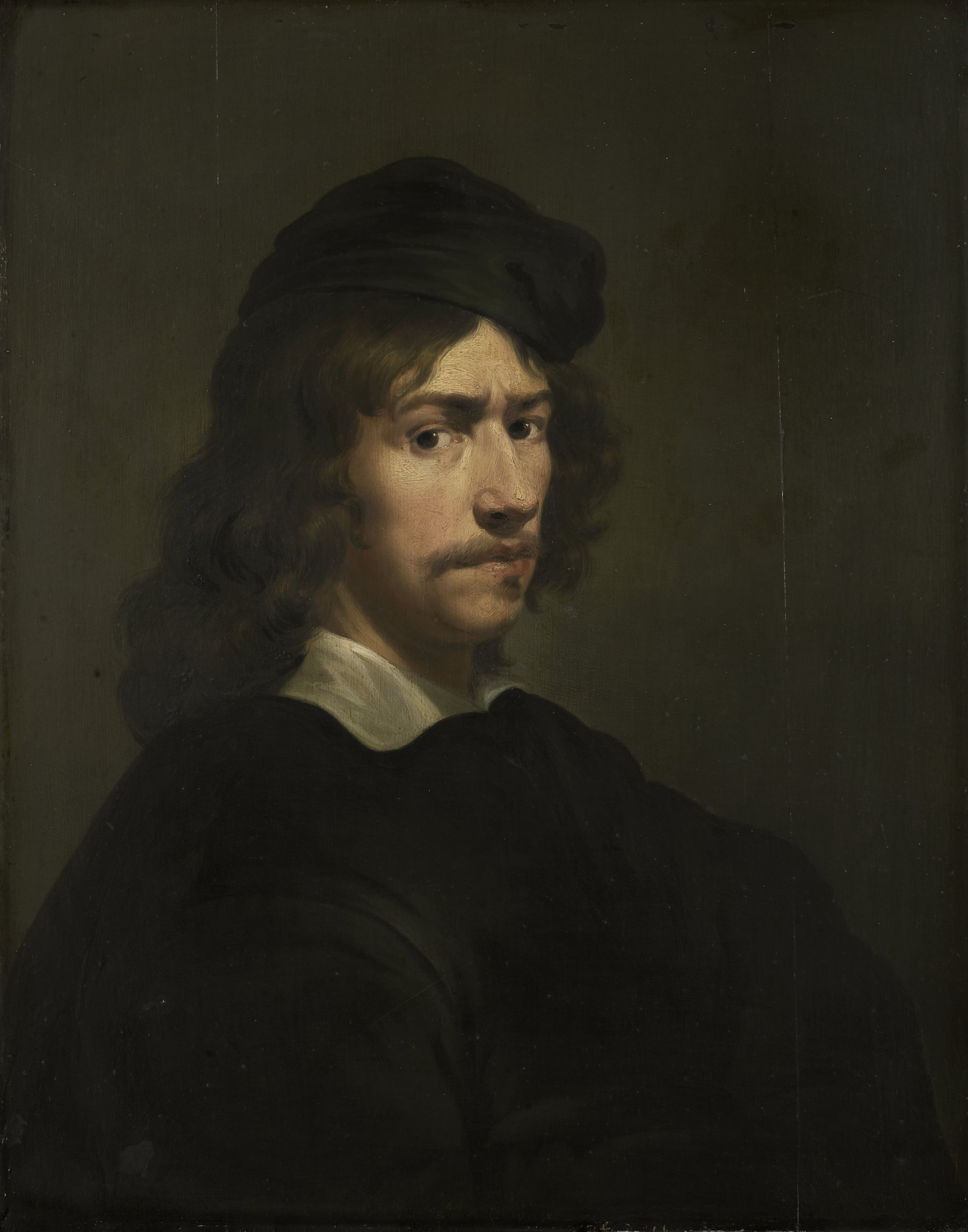
Selbstporträt, Rijksmuseum Amsterdam

Peter Martin van Mytens (Mijtens) (der Ältere) (* 1648 in Den Haag; † 1736 in Stockholm) war ein niederländischer Maler.
Er stammte aus einer reich verzweigten, ursprünglich flämischen Künstlerdynastie, die unter Herzog Alba nach Holland übersiedeln musste, von wo zahlreiche Mitglieder als Hofmaler in verschiedene europäische Staaten gingen. Seine Eltern waren Isaac Mytens (1602–66), Maler in Den Haag, und Hendrickje Harpers. Seit 1677 war Mytens in Stockholm ansässig, wo er eine Malschule führte und eine der größten Gemäldesammlungen Schwedens besaß.
Am 4. Dezember 1681 vermählte er sich mit Jeanne de Bruyn (* 1658 in Gorcum, Holland; † 1741). Diese war die Tochter des angesehenen Kaufmannes Franz de Bruyn (Sohn von Willem Francken de Bruyn und Jans Vroetmor) und der Marije Verbeeck, deren Ehe am 24. Dezember 1645 geschlossen worden war.
Am 24. Juni 1695 wurde der Sohn Martin van M(e)ytens (der Jüngere) geboren, der später Hofmaler am kaiserlichen Hof zu Wien wurde. Verwandt war Mytens weiters mit den Malern George Desmarées, dem Urgroßonkel von Hans von Marées, und Sophonias de Derichs.